# Stokesay Castle

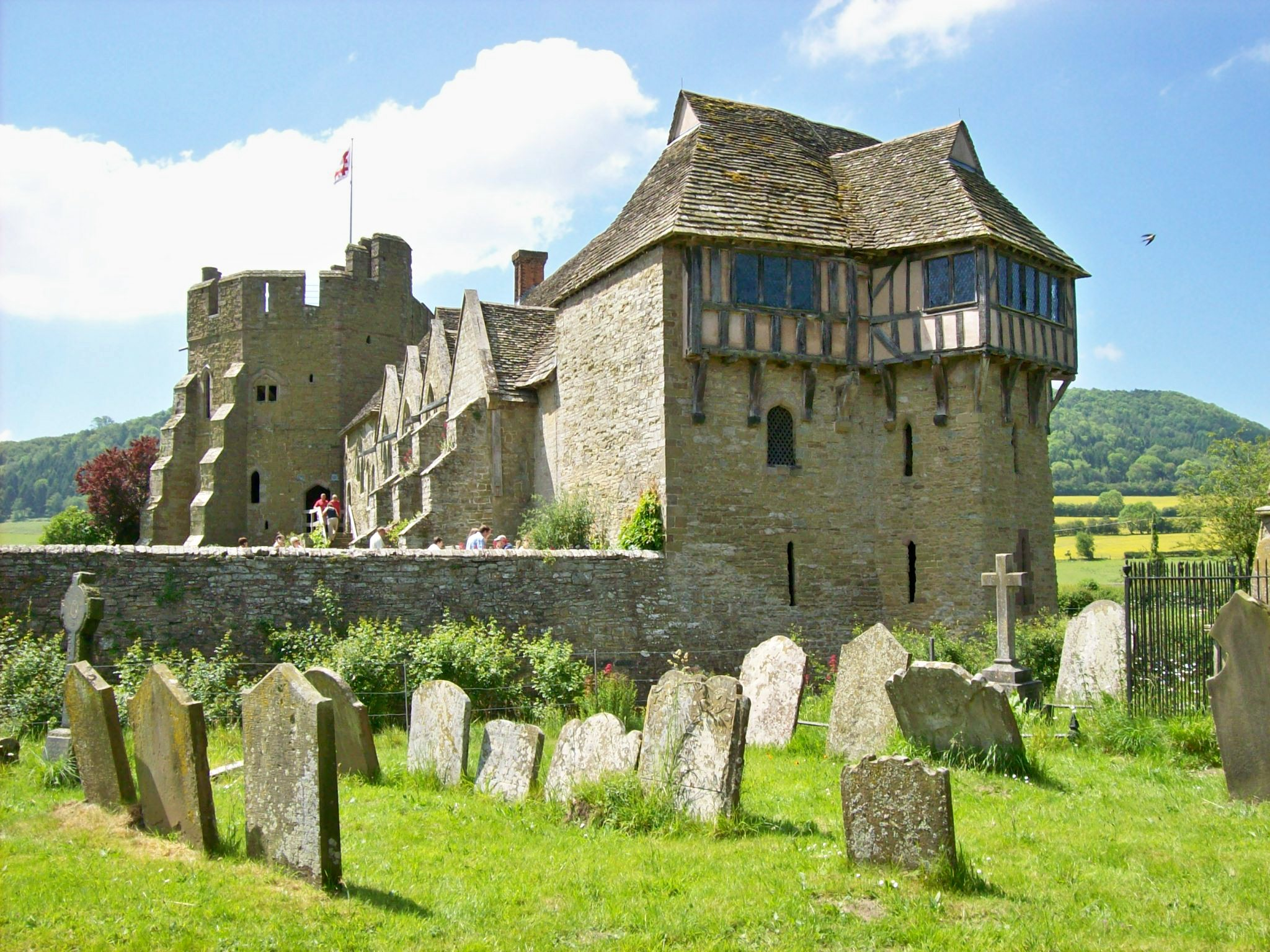
Stokesay Castle vom Kirchhof aus gesehen, mit dem Nordturm im Vordergrund

Stokesay Castle ist ein befestigtes Herrenhaus im Dorf Stokesay in der englischen Grafschaft Shropshire. Laurence of Ludlow, der damals führende Wollhändler in England, ließ es Ende des 13. Jahrhunderts erbauen, da er für sich und seine Familie ein sicheres Wohnhaus und auch Einkommen von einem kommerziell betriebenen Anwesen schaffen wollte. Laurences Nachkommen blieben bis zum 16. Jahrhundert in Besitz der Burg, dann wurde sie an verschiedene private Eigentümer weiterverkauft. Zum Ausbruch des englischen Bürgerkrieges 1641 gehörte Stokesay Castle William Craven, dem ersten Earl of Craven und Unterstützer von König Karl I. Nach dem Zusammenbruch des royalistischen Vorstöße 1645 belagerten die Roundheads die Burg im Juni und zwangen die Garnison schnell zur Aufgabe. Das Parlament ordnete die Schleifung der Burg an, aber es wurden nur geringe Schäden an der Burgmauer angerichtet, sodass die Familie Baldwyn die Burg noch bis zum Ende des 17. Jahrhunderts als Wohnhaus nutzen konnte.
Im 18. Jahrhundert verpachteten die Baldwyns die Burg für landwirtschaftliche und Fertigungszwecke. Sie verfiel langsam und der Altertumsforscher John Britton notierte bei seinem Besuch 1813, dass sie „aufgegeben, vernachlässigt und schnell zur Ruine wurde.“ In den 1830er- und 1850er-Jahren ließ William Craven, 2. Earl of Craven, Restaurierungsarbeiten durchführen. 1869 wurde das Anwesen der Cravens, die nun hohe Schulden auf sich geladen hatten, an den reichen Industriellen John Derby Allcroft, der in den 1870er-Jahren weitere, teure Restaurierungsarbeiten bezahlte. Beide Eigentümer versuchten, Veränderungen an den bestehenden Gebäuden während der Restaurierungsarbeiten zu begrenzen, was für die damalige Zeit unüblich war. Die Burg wurde bei Touristen und Künstlern beliebt und wurde 1908 offiziell für zahlende Besucher zugänglich gemacht.
Allcrofts Nachkommen kamen Anfang des 20. Jahrhunderts in finanzielle Schwierigkeiten und es fiel ihnen zunehmend schwerer, die Unterhaltungskosten für Stokesay Castle zu tragen. 1986 erklärte sich schließlich Jewell Magnus-Allcroft damit einverstanden, Stokesay Castle unter die Verwaltung von English Heritage zu stellen und nach seinem Tod 1992 ging das Eigentum daran auf die Organisation über. English Heritage ließ Ende der 1980er-Jahre eine umfangreiche Restaurierung der Burg durchführen. Heute, im 21. Jahrhundert, dient Stokesay Castle weiterhin als Touristenattraktion, 2010 von 39.218 Gästen besucht.
Unter architektonischen Gesichtspunkten ist Stokesay Castle laut dem Altertumsforscher Summerson „eines der besterhaltenen befestigten Herrenhäuser in England“. Die Burg besteht aus einer Burgmauer mit Burggraben mit einem Eingang durch ein Fachwerk-Torhaus aus dem 17. Jahrhundert. Im Burghof findet man einen steinernen Rittersaal und einen Solarblock, der durch zwei steinerne Türme geschützt wird. Der Rittersaal ist mit einer Holzbalkendecke aus dem 13. Jahrhundert ausgestattet und behauene Steinfiguren aus dem 17. Jahrhundert schmücken das Torhaus und den Solar. Die sollte nie als ernsthafte militärische Befestigung dienen, aber ihr Stil orientierte sich an den viel größeren Burgen, die Eduard I. in Nordwales bauen ließ. Die Burg war ursprünglich als prestigeträchtiges, sicheres und komfortables Zuhause gedacht und wurde seit dem 13. Jahrhundert nur wenig verändert. So ist sie ein rares Beispiel für ein bis heute erhaltenes, fast komplettes Ensemble mittelalterlicher Bauten. English Heritage hat die Menge auslegenden Materials auf dem Anwesen auf ein Minimum begrenzt und ließ die Burg größtenteils unmöbliert.

## Geschichte

### 13. bis 15. Jahrhundert
Stokesay Castle wurde in den 1280er- und 1290er-Jahren im Dorf Stokesay auf Geheiß von
Laurence of Ludlow, einem sehr reichen Wollhändler, errichtet. Der Name Stokesay leitet sich aus dem angelsächsischen Wort stoches (dt.: Rinderhof) und dem Namen der Familie Say ab, der das Land ab dem 12. Jahrhundert gehörte. 1241 verkaufte Hugh de Say Stokesay an John de Verdon. Dieser begab sich 1270 auf den Siebten Kreuzzug und verpfändete das Land auf Lebenszeit an Philip de Whichcote. John de Verdon starb 1274 und vererbte die Rechte an seinen Besitzungen an seinen Sohn, Theobald de Verdon.
Laurence of Ludlow kaufte Stokesay 1281 von Theobald de Verdon und Philip de Whichcote, vermutlich für etwa £ 266, die er sich leicht leisten konnte, weil der mit seinem Wollhandel ein Vermögen gemacht hatte. Laurence exportierte Wolle aus den Welsh Marches, reiste durch ganz Europa und unterhielt Büros in Shrewsbury und London. Er war zum reichsten Wollhändler Englands geworden, unterstützte die Regierung bei der Festlegung ihrer Handelspolitik und lieh dem Hochadel Geld. Stockesay Castle sollte ein sicheres Wohnhaus für Laurence sein, günstig gelegen in der Nähe seiner anderen Geschäfte in der Region. Es sollte auch als kommerziell betriebenes Anwesen dienen, da es aus 49 Hektar landwirtschaftlich genutzter Fläche, 2,4 Hektar Wiesen, ausgedehntem, lichten Wald, Wassermühle und Taubenhäusern etwa £ 26 im Jahr erbrachte.
Die Bauarbeiten an der Burg begannen irgendwann im Laufe des Jahres 1285 und Laurence zog in sein neues Wohnhaus Anfang der 1290er-Jahre ein. Die Burg war, wie Nigel Pounds sie beschreibt, „sowohl anmaßend als auch komfortabel“. Anfangs bestand sie aus Wohnräumen und einem Turm im Norden. 1291 erhielt Laurence vom König die Erlaubnis, sein Haus zu befestigen (engl.: licence to crenellate), und er nutzte diese Erlaubnis und ließ bald darauf einen Südturm hinzufügen, der besonders martialisch aussah.
Im November 1294 wurde Laurence im Meer vor der Südküste Englands ertränkt und sein Sohn, William of Ludlow, hat vermutlich einige letzte Arbeiten an Stokesay Castle ausführen lassen. Seine Nachkommen, die auch den Namen Ludlow trugen, besaßen Stokesay Castle bis zum Ende des 15. Jahrhunderts. Dann fiel die Burg durch Heirat an die Familie Vernon.

### 16. und 17. Jahrhundert

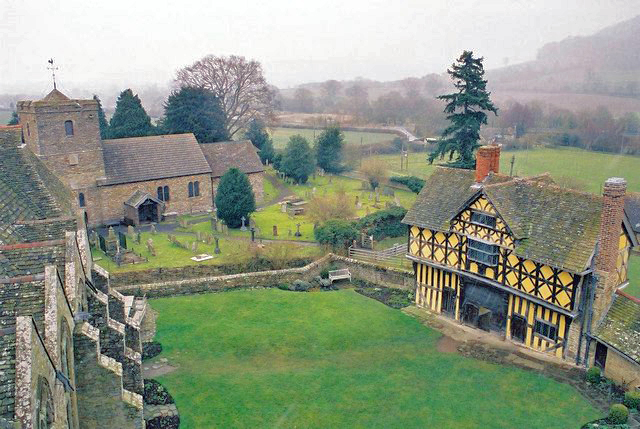
Der Burghof mit dem Südturm und dem Solar-Block aus dem 13. Jahrhundert (links), der Kirche (Mitte) und dem Fachwerk-Torhaus aus dem 17. Jahrhundert (rechts)

Stokesay Castle wurde 1563 über Thomas Vernon an dessen Enkel Henry Vernon weitervererbt. Die Familie machte sich Hoffnungen, in den Adelsstand erhoben zu werden und – möglicherweise infolgedessen – wurde das Anwesen erstmals in dieser Zeit offiziell als „Burg“ bezeichnet. Henry Vernon verbrachte einen Teil seiner Zeit in Stokesay und den anderen in London. Vermutlich wohnte er im Nordturm. Er bürgte für die Schulden eines Geschäftspartners und, als dieser sie nicht bezahlen konnte, musste er dafür einstehen und eine Zeitlang im Fleet-Gefängnis einsitzen. 1598 verkaufte er die Burg für £ 6000, um seine eigenen, hohen Schulden zu bezahlen. Der neue Eigentümer, George Mainwaring, verkaufte das Anwesen 1620 zum Preis von £ 13.500 weiter über ein Konsortium von Investoren an eine reiche Witwe und frühere Bürgermeistersgattin aus London, Dame Elizabeth Craven. Die Ländereien um Stokesay Castle waren nun wertvoll: Sie erbrachten etwa £ 300 pro Jahr.
Elizabeths Sohn, William Craven, verbrachte nur wenig Zeit auf Stokesay Castle und verpachtete es ab den 1640er-Jahren an Charles Baldwyn und seinen Sohn Samuel. Er ließ das Torhaus in den Jahren 1640 und 1641 zum Preis von etwa £ 533 neu erbauen. 1643 brach der englische Bürgerkrieg zwischen den Anhängern von König Karl I. und denen des Parlaments aus. William Craven, ein Unterstützer der Royalisten, verbrachte die Kriegsjahre am Hofe von Elisabeth Stuart in Den Haag und spendete große Geldsummen für die Kriegsbemühungen des Königs. William Craven bestückte die Burg mit einer Garnison; die Baldwins waren ebenso entschiedene Royalisten und mit Fortschreiten des Konfliktes schlug sich die gesamte Grafschaft Shropshire zunehmend auf die Seite des Königs. Dennoch waren Ende 1644 Gruppen wachsamer Clubmen in Shropshire aufgekommen, die sich über die Aktivitäten der royalistischen Streitkräfte in der Region beschwerten und u. a. die Auflösung der Garnison von Stokesay Castle forderten.

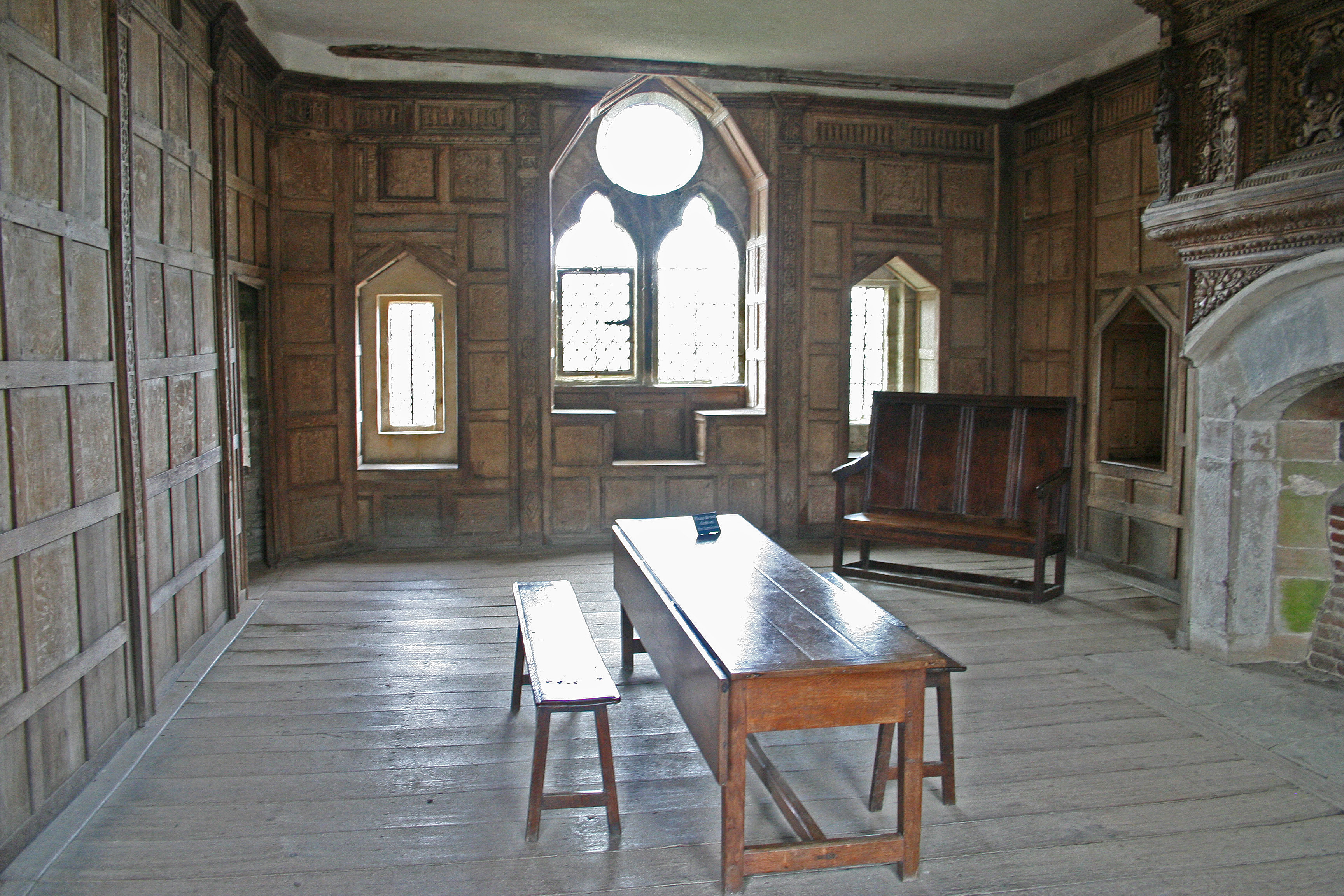
Der Solar mit Holzverkleidungen aus dem 17. Jahrhundert

Anfang 1645 hatte sich das Kriegsglück entschieden gegen den König gewendet und im Februar nahmen parlamentaristische Kräfte die Stadt Shrewsbury ein. Dies setzte die übrige Region Angriffen aus und im Juni marschierte eine parlamentaristische Truppe von 800 Mann nach Süden Richtung Ludlow, wobei sie unterwegs Stokesay Castle angriffen. Die royalistische Garnison unter Captain Daurett war zahlenmäßig weit unterlegen und es wäre ihnen unmöglich gewesen, das neue Torhaus effektiv zu verteidigen, das im Wesentlichen nur der Zierde diente. Nichtsdestoweniger fügten sich beide Seiten dem Protokoll der damaligen Kriegskunst, was in einem unblutigen Sieg für die parlamentaristischen Truppen endete: Die Belagerer forderten, dass die Garnison sich ergebe, die Garnison weigerte sich, die Angreifer forderten ein zweites Mal eine Aufgabe und diesmal konnte die Garnison sich ehrenvoll ergeben.
Bald danach, am 9. Juni 1645, versuchte eine royalistische Truppe unter der Führung von Sir Michael Woodhouse, die Burg zurückzuerobern, die nun mit einer parlamentaristischen Garnison belegt war. Der Gegenangriff hatte keinen Erfolg und endete mit der wilden Flucht der royalistischen Truppe und einem Scharmützel im nahegelegenen Dorf Wistanstow.
Anders als viele andere Burgen in England, die absichtsvoll schwer beschädigt oder gar geschleift wurden, um sie für den militärischen Einsatz unbrauchbar zu machen, entkam Stokesay Castle einem derartigen Schicksal nach dem Krieg. Das Parlament übernahm zwar die Ländereien von William Craven und ordnete 1647 die Schleifung der Burg an, ließ aber dann nur die Kurtine einreißen und den Rest des Komplexes unangetastet. Samuel Baldwyn kam 1649 zurück und pachtete die Burg in den Jahren des Commonwealth vom Parlament. Er stattete Teile der Burg mit Holzverkleidungen und neuen Fenstern aus. Mit der Rückkehr Karls II. auf den Thron 1660 bekam William Craven seine Ländereien zurück und die Baldwyns pachteten die Burg nun wieder von ihm.

### 18. und 19. Jahrhundert

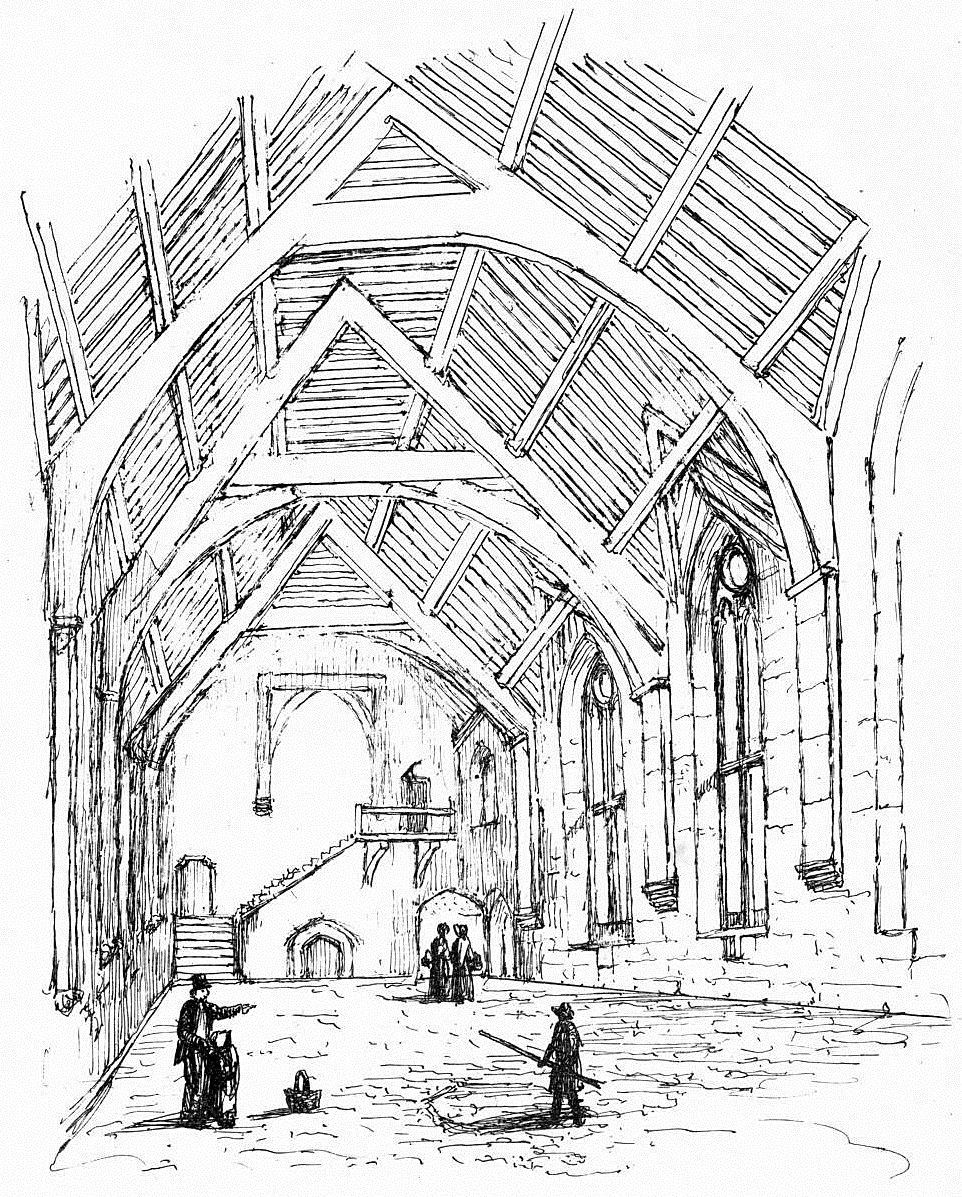
Eine Skizze des Rittersaals mit Arbeitern und Besuchern von Frances Stackhouse-Acton (1868)

Auch im 18. Jahrhundert pachtete die Familie Baldwyn weiterhin die Burg, aber sie verpachteten sie weiter an verschiedene Pächter. Die Burg diente fortan nicht mehr als Wohnhaus. Zwei Fachwerkgebäude, die an den Rittersaal angebaut waren, wurden um 1800 abgerissen und Anfang des 19. Jahrhunderts diente Burg als Kornspeicher und für Handwerksbetriebe, wie Küfer, Münzpräger und Schmiede.
Die Burg begann zu verfallen und der Altertumsforscher John Britton notierte bei seinem Besuch 1813, dass sie „aufgegeben, vernachlässigt und schnell zur Ruine wurde: Das Fensterglas ist zerstört, Decken und Böden brechen ein und der Regen strömt durch das offene Dach auf die feuchten und modernden Wände.“ Der Betrieb der Schmiede im Erdgeschoss des Südturmes führte 1830 zu einem Brand, der die Burg schwer beschädigte und den gesamten Südturm ergriff. Ausgedehnter Verfall der Cruckauflagen im Dach der Burg gefährdeten besonders den Rittersaal, da das faulende Dach die Wände auseinanderdrückte.
William Craven, der Earl of Craven, ließ in den 1830er-Jahren Restaurierungsarbeiten ausführten. Dies war ein Versuch, die existierenden Gebäude zu sichern und sie nicht neu zu bauen. Dies war damals ein unübliches Ansinnen. Bis 1845 hatte man steinerne Strebewerke und Pfeiler eingebaut, die Rittersaal und Dach abstützten. Eine Untersuchung von Thomas Turner, die die Geschichte der Burg aufzeigte, wurde 1851 veröffentlicht. Frances Stackhouse-Acton, ein örtlicher Landbesitzer, zeigte besonderes Interesse an der Burg und überzeugte 1853 William Craven, weitere Reparaturarbeiten daran für £ 103 unter ihrer Aufsicht ausführen zu lassen.
1869 kaufte John Derby Allcroft die 2100 Hektar große Ländereien der Cravens, das zur Sicherung der Schulden des Eigentümers verpfändet waren, für £ 215.000. Allcroft war Chef von ‘’Dents’’, einem namhaften Handschuhhersteller, wodurch er extreme reich geworden war. Die Ländereien umfassten auch Stokesay Castle, wo Allcroft ab 1875 umfangreiche Restaurierungsarbeiten über mehrere Jahre durchführen ließ. Stokesay Castle hatte die Reparaturen auch wirklich nötig: Der Schriftsteller Henry James, der die Burg besuchte, notierte 1877, dass das Anwesen sich „in einem Zustand extremen Verfalls“ befand.
Allcroft unternahm, was der Archäologe Gill Chitty als „einfaches und unaffektiertes“ Arbeitsprogramm beschrieb, das im Allgemeinen versuchte, exzessive Eingriffe zu vermeiden. Er mag von den zeitgenössischen Schriften des örtlichen Vikars, Reverend James La Touche beeinflusst worden sein, der einen irgendwie romantisierenden Ansatz zur Analyse der Geschichte und Architektur der Burg wählte. Die Burg war in den 1870er-Jahren zu einem beliebten Ziel für Touristen und Künstler geworden und das Torhaus wurde als Haus für einen Verwalter ausgebaut, der sich um das Anwesen kümmern sollte. Nach Ausführung der Restaurierungsarbeiten befand sich die Burg Ende der 1880er-Jahre wieder im guten Zustand.

### 20. und 21. Jahrhundert

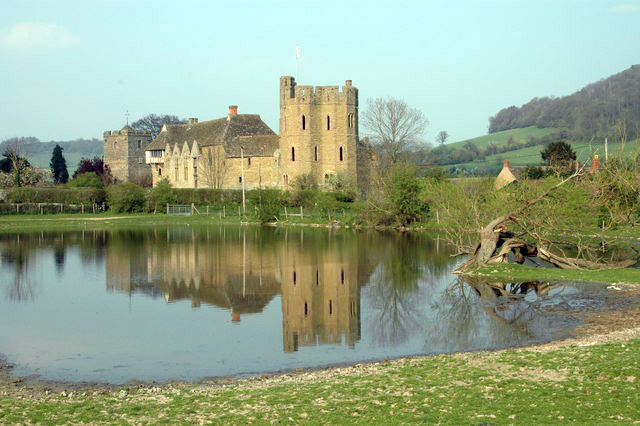
Südturm und Saalgebäude spiegeln sich im Teich

Weitere Reparaturarbeiten an Stokesay Castle waren 1902 nötig. Allcrofts Erbe, Herbert, ließ sie mit Hilfe von der Society for the Protection of Ancient Buildings durchführen. Die Familie Allcroft kam im 20. Jahrhundert zunehmend in finanzielle Schwierigkeiten und so wurde die Burg 1908 offiziell für die Öffentlichkeit zugänglich gemacht. Der größte Teil der so erzielten Einkünfte wurde wieder in das Anwesen investiert, dennoch war kaum genug Geld für Reparaturen da. In den 1930er-Jahren waren die Ländereien der Allcrofts in ernsten finanziellen Schwierigkeiten und die auferlegten Erbschaftssteuern 1946 und 1950 vergrößerten diese Schwierigkeiten noch.
Trotz der hohen Zahl an Besuchern – 1955 kamen über 16.000 – wurde die Unterhaltung der Burg zunehmend schwieriger und so gab es Bitten an den Staat, das Anwesen zu übernehmen. Viele Jahrzehnte lang wiesen die Eigner, Philip und Jewell Magnus-Allcroft, diese Vorschläge zurück und betrieben die Burg weiterhin privat. 1986 erklärte sich Jewell Magnus-Allcroft endlich bereit, Stokesay Castle unter die Verwaltung von English Heritage zu stellen, und nach ihrem Tod 1992 ging die Burg ganz an diese Organisation über.
Die Burg wurde größtenteils unmöbliert an English Heritage übertragen und mit einer minimalen Menge an erklärendem Material. Außerdem musste sie erneut renoviert werden. Es gab verschiedene Möglichkeiten, die notwendigen Arbeiten durchführen zu lassen, z. B. auch die Restaurierung der Burg im Stil einer bestimmten Epoche aus seiner Geschichte, die Nutzung interaktiver Ansätze, wie “Living History” für die Kommunikation mit den Besuchern oder die Nutzung des Geländes, um die Restaurierungsmethoden verschiedener Epochen aufzuzeigen. All diese Vorschläge wurden verworfen und man entschied sich stattdessen zu einer Politik der Minimierung physischer Eingriffe während der Restaurierung und der Erhaltung der Gebäude in dem Zustand, in dem sie English Heritage übergeben wurden, einschließlich der fehlenden Möblierung. Der Archäologe Gill Chitty beschrieb dies als Ermutigung der Besucher, um die Burg „ihr Gefühl für historische Verbindungen und Ereignisse persönlich zu entdecken“. Vor diesem Hintergrund wurde ein ausgedehntes Programm an Restaurierungsarbeiten von August 1986 bis Dezember 1989 durchgeführt.
Heute, im 21. Jahrhundert, wird Stokesay Castle weiterhin von English Heritage als Touristenattraktion betrieben; 2010 kamen 39.218 Besucher. British Airways tauften 2010 zusammen mit English Heritage eine ihrer Boeing 757 “Stokesay Castle”. Die Burg gilt nach dem Recht des Vereinigten Königreiches als historisches Gebäude I. Grades und Scheduled Monument.

## Architektur

### Aufbau

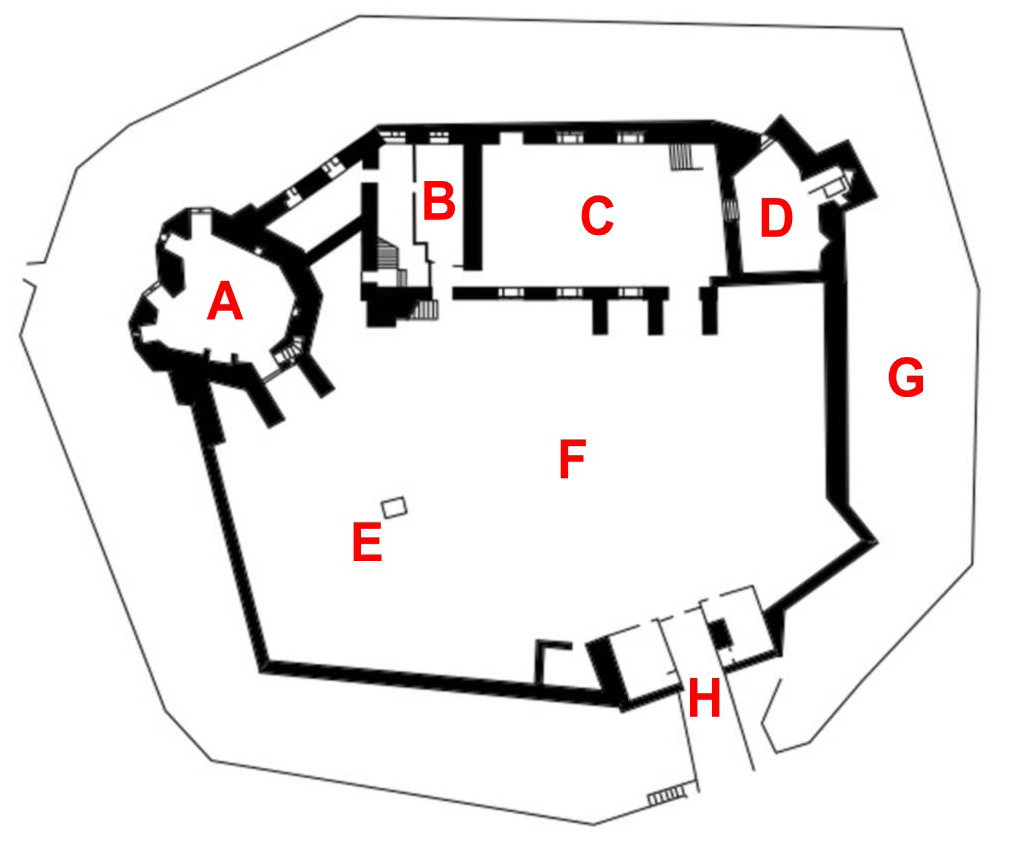
Grundriss von Stokesay Castle: A – Südturm; B – Solarblock; C – Rittersaal; D – Nordturm; E – Brunnen; F – Burghof; G – Burggraben; H – Torhaus

Stokesay Castle wurde auf einem leicht ansteigenden Gelände im Tal des Onny erbaut. Es entstand ein Block aus Solar und Rittersaal, an den ein Nord- und ein Südturm angebaut wurden. Diese Bauweise war im England des 13. Jahrhunderts nicht unüblich, insbesondere im Norden des Landes. Eine befestigte Kurtine, die im 17. Jahrhundert zerstört wurde, schloss den Burghof ein. Ein Torhaus – vermutlich ursprünglich aus Stein erbaut und dann um 1640 als Fachwerkgebäude neu errichtet – bewacht den Eingang. Die Burgmauer mag eine Höhe von 10 Metern (gemessen von Grund des Burggrabens) erreicht haben. Der Burghof, etwa 46 Meter × 38 Meter groß, enthielt im Laufe der Geschichte der Burg zusätzliche Gebäude, vermutlich auch eine Küche, ein Backhaus und Lagerräume, die alle um 1800 abgerissen wurden.
Die Burg war von einem Graben umgeben, der zwischen 4,6 und 7,6 Meter breit war, aber weiß nicht, ob der Graben ursprünglich trocken war, wie er heute ist, oder mit Wasser von einem Teich oder einem nahegelegenen Wasserlauf gefüllt war. Der Aushub aus dem Burggraben wurde genutzt, um den Burghof aufzuschütten. Außerhalb des Burggraben befanden sich ein See und verschiedene Teiche, die man wohl vom Südturm aus sehen sollte. Die Pfarrkirche zum Heiligen Johannes dem Täufer von normannischen Ursprung, aber Mitte des 17. Jahrhunderts größtenteils neu gebaut, liegt gerade neben der Burg.
Stokesay Castle bildet, was der Archäologe Gill Chitty als „ein vergleichbar komplettes Ensemble“ von mittelalterlichen Gebäuden beschreibt, und ihre fast unveränderte Erhaltung bis heute ist extreme selten. Der Historiker Henry Summerson hält die Burg für „eines der am besten erhaltenen befestigten Herrenhäuser Englands“.

### Gebäude
Das Torhaus ist ein zweigeschossiges Gebäude aus dem 17. Jahrhundert, dessen Außenwände aus Fachwerk bestehen und das in einem besonderen, in Shropshire üblichen Stil errichtet wurde. Es zeigt feine Schnitzereien am äußeren und inneren Durchgang, z. B. Engel, die biblischen Figuren Adam und Eva und die Schlange aus dem Garten Eden, sowie Drachen und andere nackte Figuren. Es war als Ziergebäude mit geringem Wert für die Verteidigung gedacht.
Der Südturm hat einen Grundriss in Form eines ungleichseitigen Fünfecks und drei Stockwerke mit dicken Mauern. Die Mauern beherbergen die Treppen und Aborterker, die ungleich platzierten Freiräume schwächten seine Struktur und bedeuteten, dass während des Baus zwei große Strebwerke am Turm angebracht werden mussten, um die Mauern zu stützen. Die heutigen Decken sind stammen aus viktorianischer Zeit, da sie nach dem Brand 1830 eingebaut wurden, aber der Turm blieb ohne Glasfenster, wie im 13. Jahrhundert. Er hat stattdessen Fensterläden für den Wetterschutz im Winter. Das Erdgeschoss war ursprünglich nur vom ersten Obergeschoss aus zugänglich, diente als sicherer Lagerplatz und enthielt einen Brunnen. Im ersten Obergeschoss findet sich ein offener Kamin aus dem 17. Jahrhundert, der an den originalen Kamin aus dem 13. Jahrhundert angeschlossen ist. Das zweite Obergeschoss war in der Vergangenheit in mehrere Räume aufgeteilt, die aber bei der Restaurierung zu einer einzigen Kammer zusammengefasst wurden, so wie es ursprünglich gebaut war.
Das Dach des Südturmes bietet Ausblicke auf die umgebende Landschaft. Im 13. Jahrhundert waren wohl hölzerne Plutei in die Zwischenräume der Zinnen entlang der Wehrgänge eingefügt und im englischen Bürgerkrieg war es mit zusätzlichen hölzernen Bewehrungen zum Schutz der Garnison ausgestattet.

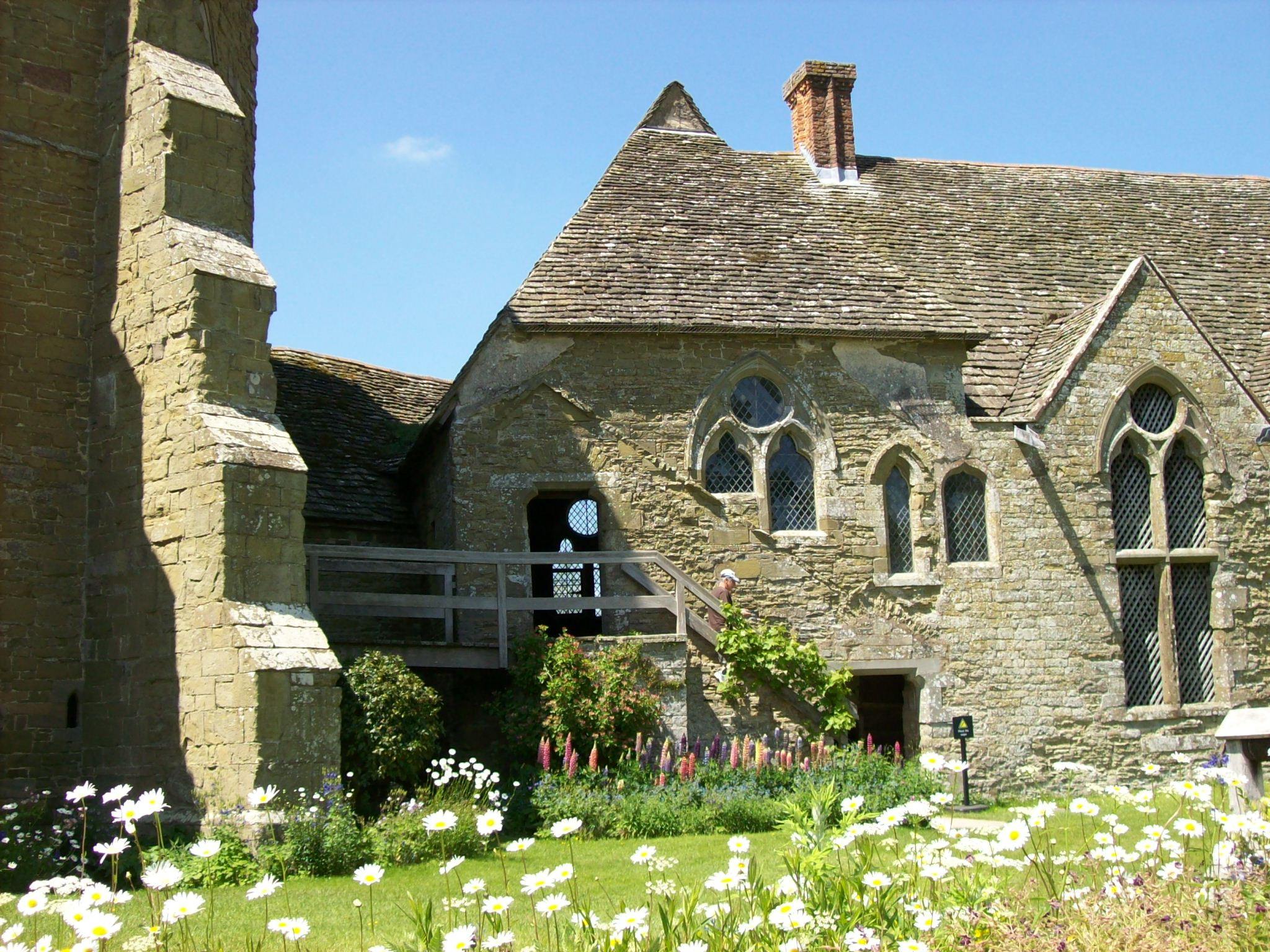
Solar-Block

Der Rittersaal und der Solar-Block schließen an den Südturm an und wurden, vom Burghof aus gesehen, symmetrisch geplant. Der Anbau zusätzlicher steinerner Strebwerke im 19. Jahrhundert veränderte aber ihr Aussehen. Der Rittersaal ist 16,6 Meter lang und 9,4 Meter breit. Drei große Holzbögen aus dem 13. Jahrhundert stützen das Dach. Sie haben, anders als üblich für ihre Größe, seitliche Holzauflagen aber keine senkrechten Mittelstützen. Die Cruckbalkenlagen liegen heute auf Steinkonsolen aus dem 19. Jahrhundert auf, reichten aber ursprünglich bis zum Erdboden. Der Historiker Henry Summerson betrachtet das Dach als „ein seltenes Überbleibsel aus dieser Zeit“. Im Mittelalter wird vermutlich ein Holzschirm das Nordende des Rittersaals abgetrennt haben, um einen abgeschlossenen Essbereich zu schaffen.
Der Solar-Block hat zwei Stockwerke und einen Keller. Er diente vermutlich als Wohnung für Laurence of Ludlow, als dieser erstmals in die Burg einzog. Der Solar selbst befindet sich im ersten Obergeschoss und ist über eine Außentreppe zugänglich. Die Holzverkleidungen und der geschnitzte offene Kamin stammen aus dem 17. Jahrhundert, vermutlich aus der Zeit um 1640. Dieses Schnitzwerk war einmal schön bemalt und enthielt Spione, durch die man den Rittersaal vom Solar aus beobachten konnte.
Der dreistöckige Nordturm ist über ein Treppenhaus aus dem 13. Jahrhundert im Rittersaal erreichbar, das ins erste Obergeschoss führt. Der erste Stock wurde bald nach Bau des Turmes in zwei Räume aufgeteilt. Dort findet man verschiedene Zierfliesen, vermutlich von Laurences Haus in Ludlow. Die Wände im zweiten Obergeschoss sind größtenteils halbhoch aus Holz, wobei die Holzwände über die Steinwände hinausragen. Im Turm gibt es einen eigenen offenen Kamin aus dem 13. Jahrhundert, auch wenn das Holzdach aus dem 19. Jahrhundert stammt und auf das originale Holzdach aus dem 13. Jahrhundert aufmodelliert wurde. Die Fenster stammen aus dem 17. Jahrhundert. Die Details und die persönlichen Zeichen der Zimmerleute auf den Holzarbeiten zeigen, dass der Rittersaal, der Solar und der Nordturm alle unter der Leitung derselben Zimmerleute Ende der 1280er- und Anfang der 1290er-Jahre entstanden.

### Interpretation

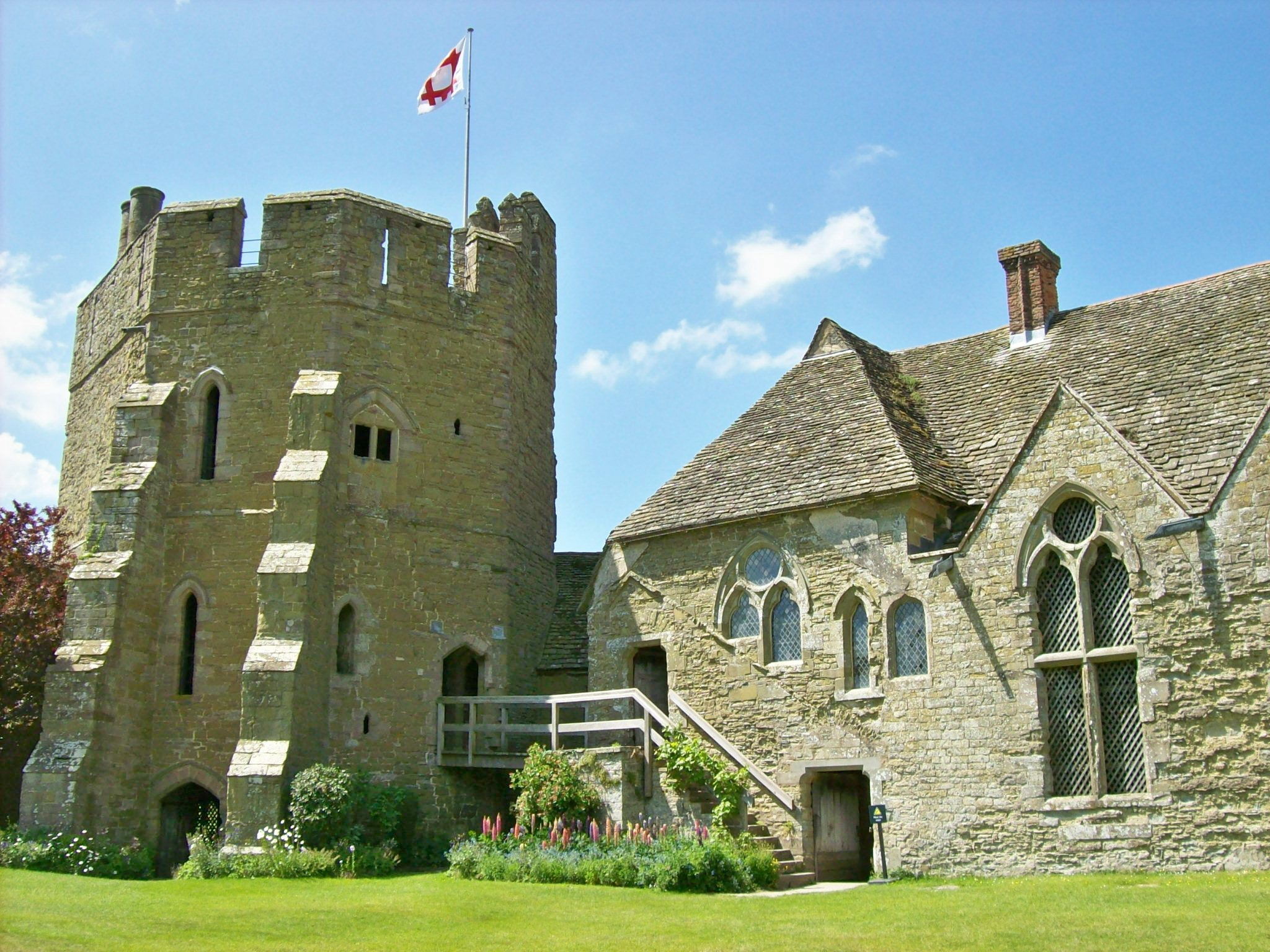
Südturm von Stokesay Castle (links), der vermutlich mit den …
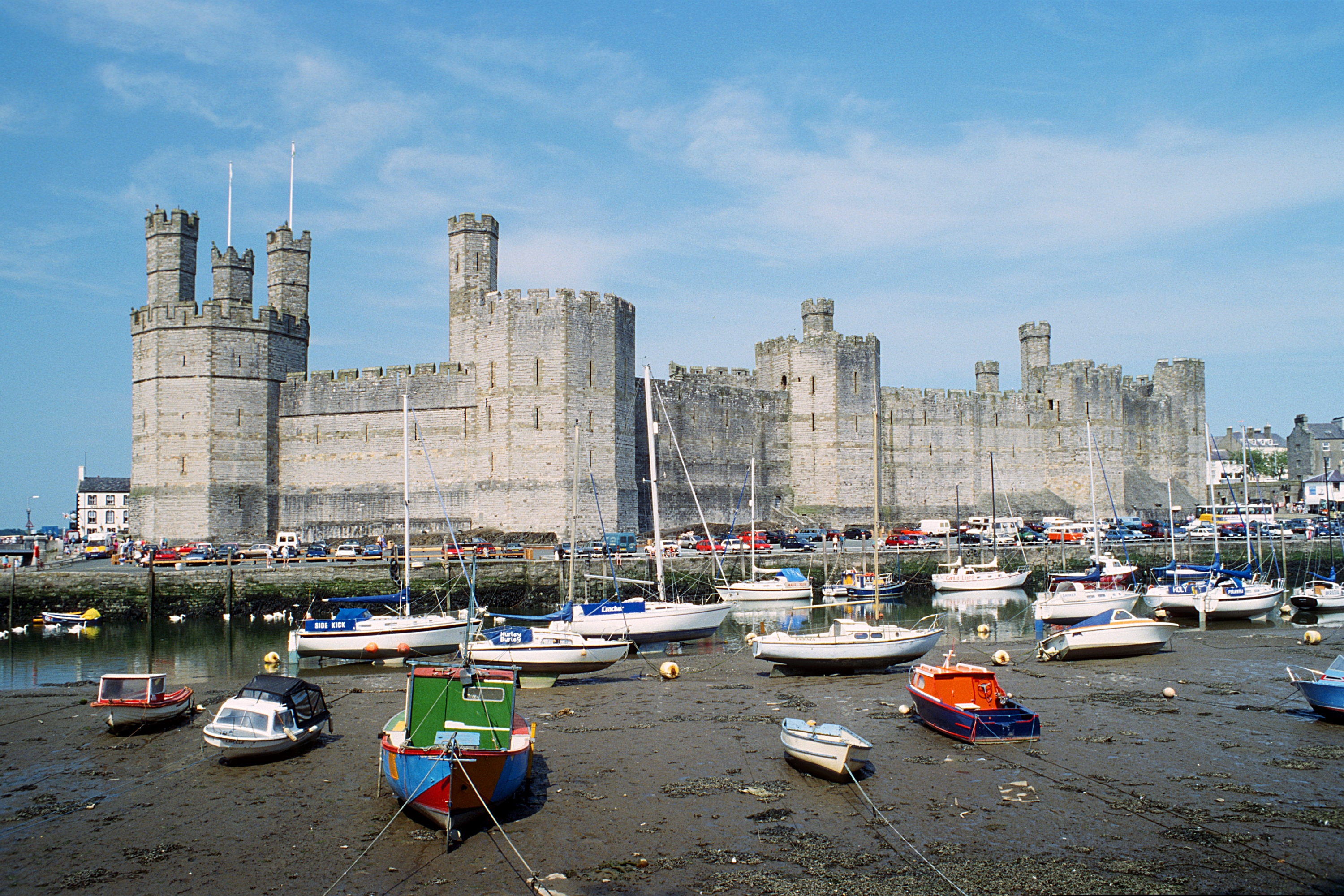
… Torhäusern in Nordwales, in Caernarfon …
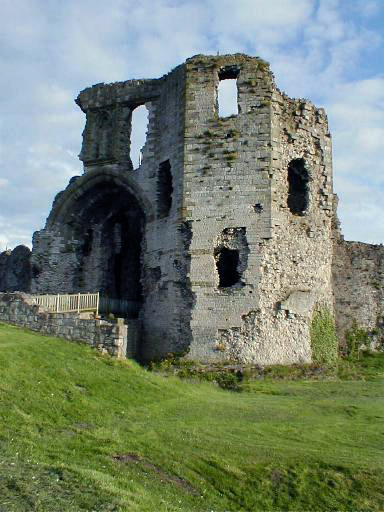
… and Denbigh wetteifern sollte.

Stokesay Castle sollte niemals eine ernstzunehmende militärische Festung sein. Schon im Jahre 1787 nannte es der Altertumsforscher Francis Grose „eher ein befestigtes Herrenhaus als eine starke Burg“ und später beschrieb sein Kollege Nigel Pounds Stokesay Castle „leicht befestigtes Wohnhaus“, das etwas Sicherheit bieten konnte, aber nicht dazu gedacht war, einem militärischen Angriff zu widerstehen. Der Altertumsforscher Henry Summerson beschreibt ihre militärischen Details als „oberflächlich“ und Oliver Creighton charakterisiert Stokesay Castle eher als „pittoreskes Wohnhaus“ als Festung.
Zu den Schwächen von Stokesay Castle zählten die Positionierung seines Torhauses auf der falschen Seite, von der Straße abgewandt, sowie die großen Fenster im Rittersaal, die bis zum Boden reichen und es Eindringlingen relativ leicht machen, in die Burg zu gelangen. Tatsächlich war die Verletzlichkeit der Burg vielleicht beabsichtigt: ihr Erbauer, Laurence of Ludlow, war damals ein Neureicher und wollte wahrscheinlich keine Festung errichten, die die etablierten Marcher Lords der Region bedroht hätte.
Dennoch sollte Stokesay Castle ein dramatisches, militärisches Erscheinungsbild besitzen, das dem der Burgen von König Eduard I. in Nordwales nachempfunden war. Besucher näherten sich der Burg über einen Damm mit beherrschendem Blick auf den Südturm, der möglicherweise von einem Wassergraben eingerahmt wurde und sich in ihm spiegelte. Der Südturm sollte wahrscheinlich den Torhäusern zeitgenössischer Burgen ähneln, wie z. B. der von Caernarfon oder Denbigh, und teilte vermutlich ursprünglich mit ihnen auch sein „gebändertes“ Mauerwerk. Cordingley behauptet vom Südturm, dass dieser der Burg „eher Prestige als Sicherheit verlieh“. Die Besucher passierten dann die beeindruckende Außenseite des Rittersaalblocks, bevor sie sich in die Burg selbst begaben, was laut Robert Liddiard „aus Sicht des mittelalterlichen Besuchers eher eine Enttäuschung“ gewesen sein muss.

### Schnitzereien aus dem 17. Jahrhundert

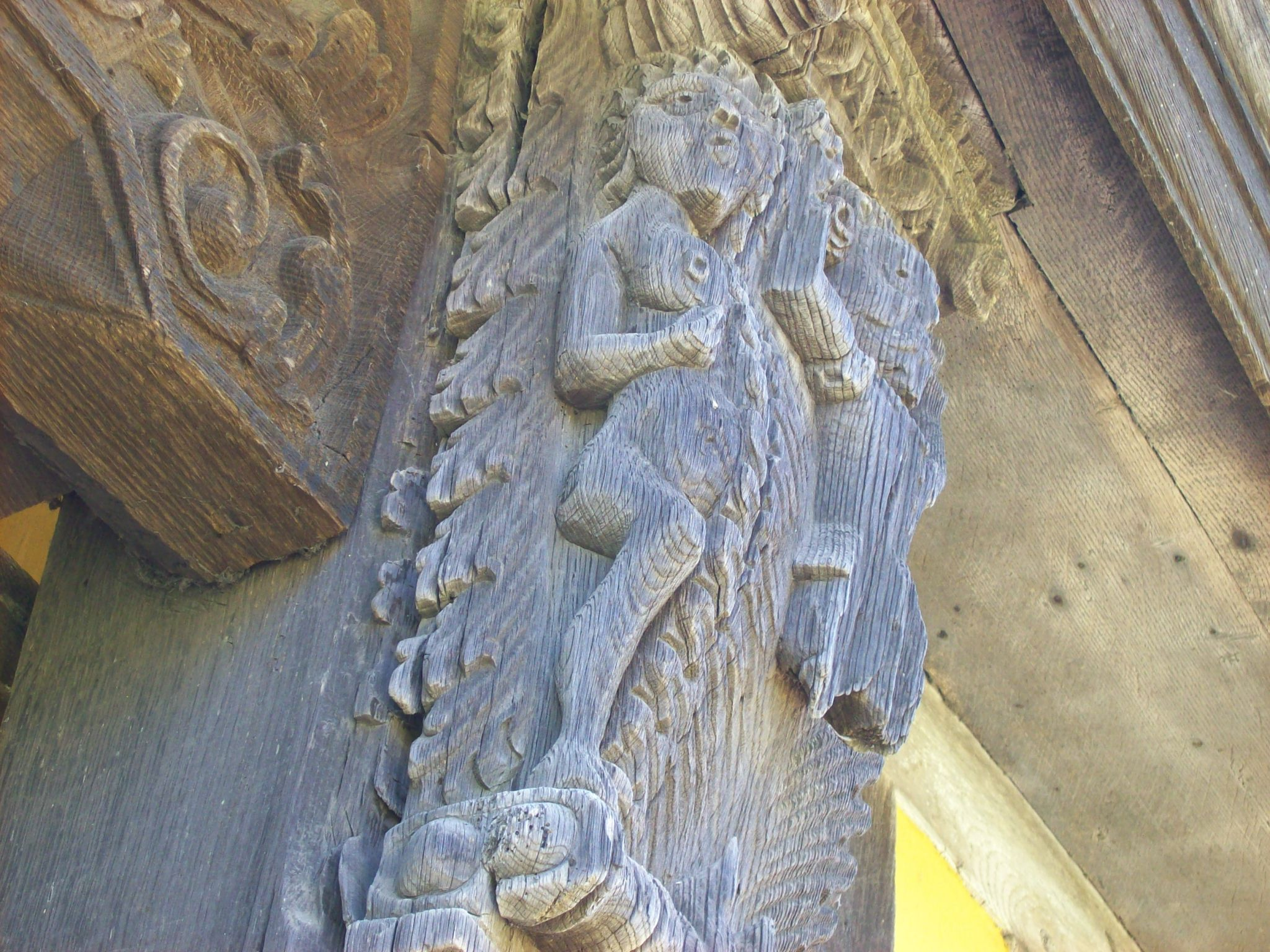
Eine nackte Figur…
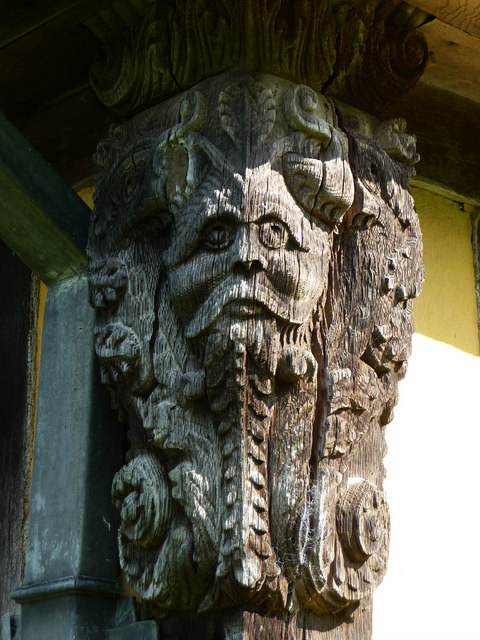
…der Teufel…
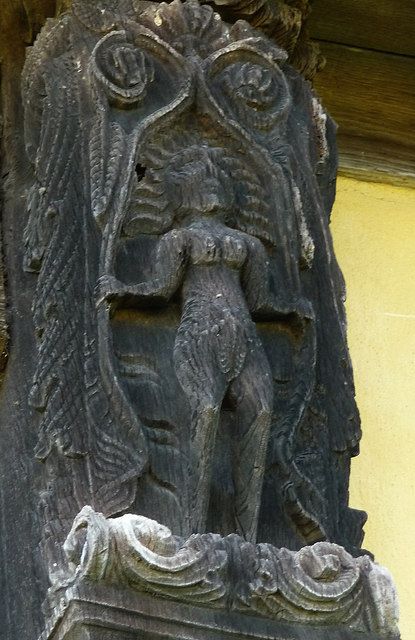
…Eva…
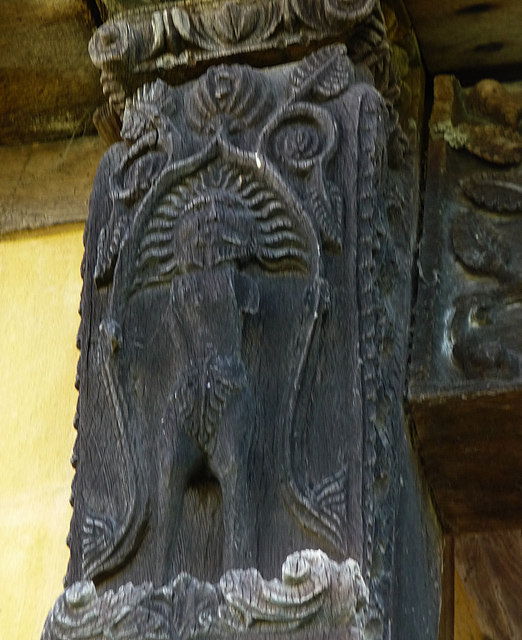
…Adam…
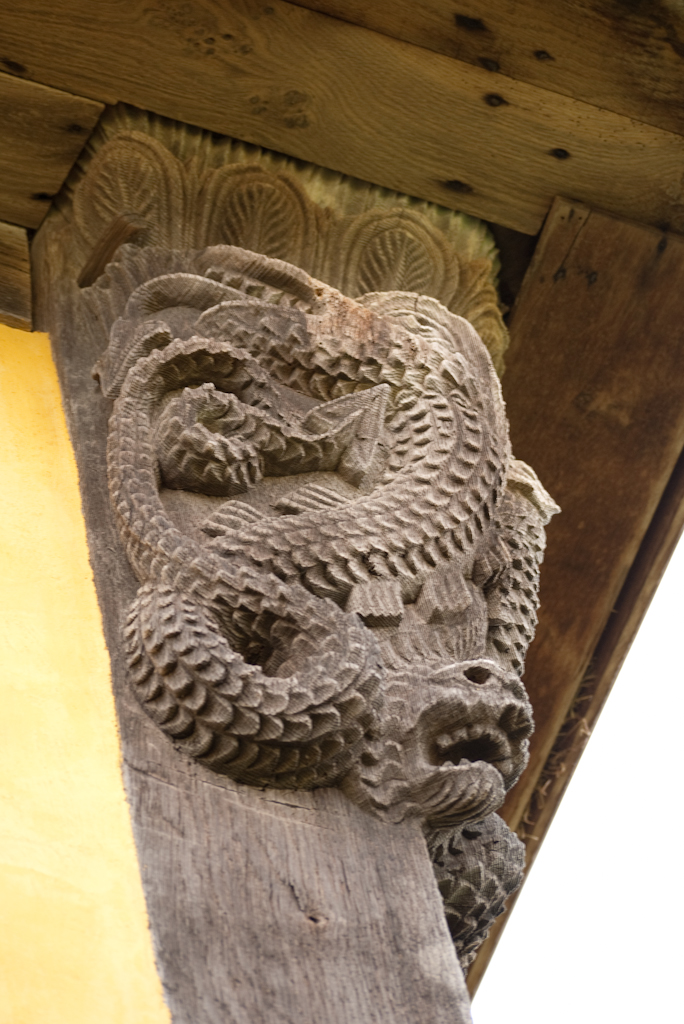
…die Schlange…
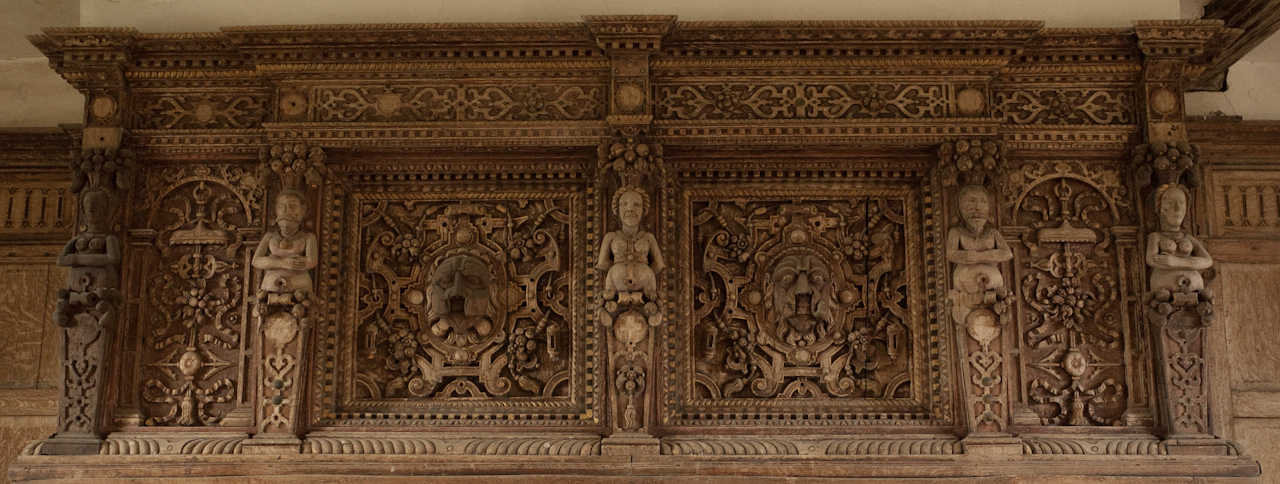
und ein geschnitzter offener Kamin mit männlichen und weiblichen Figuren im Wechsel mit grotesken Köpfen.